# Diskografie Gotye
Toto je seznam vydané diskografie belgicko-australského zpěváka Gotye.

## Alba

### Studiová alba
| Název                                                                                   | Detaily o albu                                            | Umístění v hitparádách | Umístění v hitparádách | Umístění v hitparádách | Umístění v hitparádách | Umístění v hitparádách | Umístění v hitparádách | Umístění v hitparádách | Umístění v hitparádách | Umístění v hitparádách | Umístění v hitparádách | Prodeje                      | Certifikace |
| Název                                                                                   | Detaily o albu                                            | AUS                    | AUT                    | BEL (FL)               | CAN                    | FRA                    | GER                    | IRL                    | NZ                     | UK                     | US                     | Prodeje                      | Certifikace |
| --------------------------------------------------------------------------------------- | --------------------------------------------------------- | ---------------------- | ---------------------- | ---------------------- | ---------------------- | ---------------------- | ---------------------- | ---------------------- | ---------------------- | ---------------------- | ---------------------- | ---------------------------- | --- |
| Boardface                                                                               | - Vydáno: 15. února 2003 - Vydavatelství: Creative Vibes  | 93                     | —                      | —                      | —                      | —                      | —                      | —                      | —                      | —                      | —                      |                              | |
| Like Drawing Blood                                                                      | - Vydáno: 21. května 2006 - Vydavatelství: Creative Vibes | 13                     | —                      | —                      | —                      | —                      | —                      | —                      | —                      | 117                    | —                      | - Evropa: 40,000+            | - ARIA: Platinum - IMPALA: 2× Silver                                                                                      |
| Making Mirrors                                                                          | - Vydáno: 19. srpna 2011 - Vydavatelství: Eleven          | 1                      | 6                      | 3                      | 5                      | 4                      | 3                      | 7                      | 8                      | 4                      | 6                      | - AUS: 210,000 - US: 662,000 | - ARIA: 4× Platinum - BEA: Platinum - BPI: Gold - BVMI: Gold - IFPI AUT: Gold - MC: Gold - RIAA: 2× Platinum - SNEP: Gold |
| "—" značí, že se nahrávka neumístila v hitparádách nebo v tomto území ani nebyla vydána |                                                           |                        |                        |                        |                        |                        |                        |                        |                        |                        |                        |                              | |

#### Spolupráce
| Název                                                | Detaily                                                |
| ---------------------------------------------------- | ------------------------------------------------------ |
| Pulling the Stitching Out (Les Campbell feat. Gotye) | - Vydáno: 2. března 2018 - Vydavatelství: Xcon Records |

### Remixová alba
| Název       | Detaily                                                   | Umístění v hitparádě |
| Název       | Detaily                                                   | AUS                  |
| ----------- | --------------------------------------------------------- | -------------------- |
| Mixed Blood | - Vydáno: 30. června 2007 - Vydavatelství: Creative Vibes | 64                   |

### Koncertní alba
| Název                                      | Detaily                                                      | Vedlejší umělci          |
| ------------------------------------------ | ------------------------------------------------------------ | ------------------------ |
| Live at The Songroom (Season 2, Episode 9) | - Vydáno: 3. července 2020 - Vydavatelství: The Three Basics | The Basics, Monty Cotton |

### Video alba
| Název         | Detaily                                             |
| ------------- | --------------------------------------------------- |
| Video Mirrors | - Vydáno: 2013 - Vydavatelství: Samples 'n' Seconds |

## Singly
| Název                                                                                   | Rok  | Umístění v hitparádách | Umístění v hitparádách | Umístění v hitparádách | Umístění v hitparádách | Umístění v hitparádách | Umístění v hitparádách | Umístění v hitparádách | Umístění v hitparádách | Umístění v hitparádách | Umístění v hitparádách | Certifikace | Album              |
| Název                                                                                   | Rok  | AUS                    | AUT                    | BEL (FL)               | CAN                    | FRA                    | GER                    | IRL                    | NZ                     | UK                     | US                     | Certifikace | Album              |
| --------------------------------------------------------------------------------------- | ---- | ---------------------- | ---------------------- | ---------------------- | ---------------------- | ---------------------- | ---------------------- | ---------------------- | ---------------------- | ---------------------- | ---------------------- | --- | ------------------ |
| "Learnalilgivinanlovin"                                                                 | 2006 | —                      | —                      | —                      | —                      | —                      | —                      | —                      | —                      | —                      | —                      | | Like Drawing Blood |
| "Hearts a Mess"                                                                         | 2007 | 82                     | —                      | —                      | —                      | —                      | —                      | —                      | —                      | —                      | —                      | | Like Drawing Blood |
| "Coming Back"                                                                           | 2008 | —                      | —                      | —                      | —                      | —                      | —                      | —                      | —                      | —                      | —                      | | Like Drawing Blood |
| "Eyes Wide Open"                                                                        | 2010 | 55                     | —                      | 33                     | —                      | —                      | —                      | —                      | —                      | —                      | 96                     | - ARIA: Gold | Making Mirrors     |
| "Somebody That I Used to Know" (feat. Kimbra)                                           | 2011 | 1                      | 1                      | 1                      | 1                      | 1                      | 1                      | 1                      | 1                      | 1                      | 1                      | - ARIA: 22× Platinum - BEA: 4× Platinum - BPI: 5× Platinum - BVMI: 4× Platinum - IFPI AUT: 2× Platinum - RIAA: 14× Platinum - RMNZ: 5× Platinum | Making Mirrors     |
| "I Feel Better"                                                                         | 2011 | —                      | —                      | —                      | —                      | —                      | —                      | —                      | —                      | —                      | —                      | | Making Mirrors     |
| "Easy Way Out"                                                                          | 2012 | —                      | —                      | —                      | —                      | —                      | —                      | —                      | —                      | —                      | —                      | | Making Mirrors     |
| "Save Me"                                                                               | 2012 | —                      | —                      | —                      | —                      | —                      | —                      | —                      | —                      | —                      | —                      | | Making Mirrors     |
| "State of the Art"                                                                      | 2013 | —                      | —                      | —                      | —                      | —                      | —                      | —                      | —                      | —                      | —                      | | Making Mirrors     |
| "Ghosts" (s Yum Cha Sessions)                                                           | 2013 | —                      | —                      | —                      | —                      | —                      | —                      | —                      | —                      | —                      | —                      | | Singly bez alb     |
| "Quasimodo's Dream" (s Perfect Tripod)                                                  | 2013 | —                      | —                      | —                      | —                      | —                      | —                      | —                      | —                      | —                      | —                      | | Singly bez alb     |
| "Somebody (2024)" (s Fisher a Chris Lake feat. Sante Sansone a Kimbra)                  | 2024 | —                      | —                      | —                      | —                      | —                      | —                      | —                      | —                      | —                      | —                      | - BEA: Gold - RMNZ: Gold | Singly bez alb     |
| "—" značí, že se nahrávka neumístila v hitparádách nebo v tomto území ani nebyla vydána |      |                        |                        |                        |                        |                        |                        |                        |                        |                        |                        | |                    |

## Spoluumělec
| Název                                                                      | Rok  | Album                                                  |
| -------------------------------------------------------------------------- | ---- | ------------------------------------------------------ |
| "Only the Pain Will Set You Free (Gotye's Pain Free Remix)" (Don Meers)    | 2001 | Train Noise / Track Works                              |
| "Just Can't Get Enough (Mothloop Mix)" (Gotye; originally by Depeche Mode) | 2004 | Re-Fashioned Vol. 2: British Airwaves                  |
| "Surrender" (Gotye s faTT deX)                                             | 2006 | Re-Fashioned 007: The James Bond Themes Go Under Cover |
| "Hotel Home" (Spender feat. Gotye)                                         | 2013 | Modern Pest EP                                         |
| "The Way You Talk" (Bibio feat. Gotye)                                     | 2016 | A Mineral Love                                         |
| "Heart's a Mess" (R.T.P. Da Dream feat. Gotye)                             | 2016 | M.V.P. Champion King Dream                             |
| "The Outfield" (The Night Game feat. Gotye)                                | 2017 | The Night Game                                         |
| "All or Nothing" (Jackmann s Wally De Backer)                              | 2020 | Whatever Doesn't Kill You, Just Makes You Bored EP     |

## Videoklipy
| Název                                                                   | Rok  | Režisér                           |
| ----------------------------------------------------------------------- | ---- | --------------------------------- |
| "Out Here in the Cold"                                                  | 2003 | Jacob Simkin                      |
| "The Only Thing I Know"                                                 | 2007 | Jacob Simkin                      |
| "Night Drive"                                                           | 2007 | Jacob Simkin                      |
| "The Only Way"                                                          | 2007 | Jacob Simkin                      |
| "Thanks for Your Time"                                                  | 2007 | Lucy Dyson                        |
| "Hearts a Mess"                                                         | 2007 | Brendan Cook                      |
| "Learnalilgivinanlovin"                                                 | 2007 | Shannon Cross                     |
| "Coming Back"                                                           | 2007 | Renata Bliss                      |
| "Eyes Wide Open"                                                        | 2010 | Brendan Cook                      |
| "Somebody That I Used to Know" (feat. Kimbra)                           | 2011 | Natasha Pincus                    |
| "Don't Worry, We'll Be Watching You"                                    | 2011 | Greg Sharp, Ivan Dixon            |
| "State of the Art"                                                      | 2011 | Greg Sharp, Ivan Dixon            |
| "Bronte"                                                                | 2011 | Ari Gibson                        |
| "Easy Way Out"                                                          | 2012 | Darcy Prendergast                 |
| "In Your Light"                                                         | 2012 | KOALA MAGIC                       |
| "Save Me"                                                               | 2012 | Peter Lowey                       |
| "Giving Me a Chance"                                                    | 2012 | Gina Thorstensen, Nacho Rodriguez |
| "Dig Your Own Hole"                                                     | 2012 | Saiman Chow                       |
| "Seven Hours with a Backseat Driver"                                    | 2012 | Greg Sharp, Ivan Dixon            |
| "What Do You Want?"                                                     | 2012 | Lucinda Schreiber                 |
| "Sometimes It Snows in April" (a cappella)                              | 2016 | —                                 |
| "Somebody That I Used to Know" (live) (feat. The Basics a Monty Cotton) | 2020 | Ryan Gaskett                      |
| "Long As I Can See the Light" (live) (s The Basics)                     | 2020 | Ryan Gaskett                      |
| "So Hard For You" (live) (s The Basics)                                 | 2020 | Ryan Gaskett                      |
| "Hearts a Mess" (live) (feat. The Basics a Monty Cotton)                | 2020 | Ryan Gaskett                      |
| "Just Hold On" (a cappella)                                             | 2020 | —                                 |
| "Lookin' Over My Shoulder" (remastered) (s The Basics)                  | 2020 | Campbell Hynam-Smith              |